# Diócesis de Cleveland
La diócesis de Cleveland (en latín: Dioecesis Clevelandensis y en inglés: Roman Catholic Diocese of Cleveland) es una circunscripción eclesiástica de la Iglesia católica en Estados Unidos. Se trata de una diócesis latina, sufragánea de la arquidiócesis de Cincinnati, que tiene al obispo Edward Charles Malesic como su ordinario desde el 16 de julio de 2020.

## Territorio y organización
La diócesis tiene 3842 km² y extiende su jurisdicción sobre los fieles católicos de rito latino residentes en 8 condados del estado de Ohio: Ashland, Cuyahoga, Geauga, Lake, Lorain, Medina, Summit y Wayne.
La sede de la diócesis se encuentra en la ciudad de Cleveland, en donde se halla la Catedral de San Juan Evangelista.
En 2021 en la diócesis existían 185 parroquias.

## Historia
La diócesis fue erigida el 23 de abril de 1847 con el breve Universalis Ecclesiae del papa Pío IX, obteniendo el territorio de la diócesis de Cincinnati (hoy arquidiócesis).
Originalmente sufragánea de la arquidiócesis de Baltimore, el 19 de julio de 1850 pasó a formar parte de la provincia eclesiástica de la arquidiócesis de Cincinnati.
El 15 de abril de 1910 cedió una porción de su territorio para la erección de la diócesis de Toledo en Ohio.
El 15 de mayo de 1943 cedió otra porción de su territorio para la erección de la diócesis de Youngstown mediante la bula Ad animarum bonum del papa Pío XII.
El 12 de junio de 1922 volvió a ceder los condados de Erie, Huron y Richland a la diócesis de Toledo.

## Estadísticas
De acuerdo al Anuario Pontificio 2022 la diócesis tenía a fines de 2021 un total de 633 492 fieles bautizados.
| Año                                                                             | Población            | Población | Población      | Sacerdotes | Sacerdotes    | Sacerdotes    | Bautizados por sacerdote | Diáconos permanentes | Religiosos | Religiosos | Parroquias |
| Año                                                                             | Bautizados católicos | Total     | % de católicos | Total      | Clero secular | Clero regular | Bautizados por sacerdote | Diáconos permanentes | Varones    | Mujeres    | Parroquias |
| ------------------------------------------------------------------------------- | -------------------- | --------- | -------------- | ---------- | ------------- | ------------- | ------------------------ | -------------------- | ---------- | ---------- | ---------- |
| 1950                                                                            | 519 336              | 2 170 241 | 23.9           | 719        | 522           | 197           | 722                      |                      | 416        | 2867       | 211        |
| 1966                                                                            | 868 667              | 2 754 820 | 31.5           | 970        | 633           | 337           | 895                      |                      | 583        | 3428       | 235        |
| 1970                                                                            | 895 957              | 3 079 361 | 29.1           | 886        | 610           | 276           | 1011                     |                      | 469        | 3068       | 236        |
| 1976                                                                            | 964 623              | 3 004 834 | 32.1           | 905        | 620           | 285           | 1065                     | 3                    | 426        | 2770       | 236        |
| 1980                                                                            | 979 300              | 2 758 337 | 35.5           | 890        | 645           | 245           | 1100                     | 23                   | 395        | 2516       | 256        |
| 1990                                                                            | 812 704              | 2 830 100 | 28.7           | 758        | 564           | 194           | 1072                     | 111                  | 287        | 1998       | 250        |
| 1999                                                                            | 827 971              | 2 822 180 | 29.3           | 642        | 499           | 143           | 1289                     | 168                  | 75         | 1598       | 235        |
| 2000                                                                            | 822 996              | 2 819 523 | 29.2           | 640        | 489           | 151           | 1285                     | 170                  | 225        | 1547       | 235        |
| 2001                                                                            | 816 912              | 2 818 711 | 29.0           | 630        | 488           | 142           | 1296                     | 174                  | 216        | 1479       | 235        |
| 2002                                                                            | 820 110              | 2 855 129 | 28.7           | 612        | 468           | 144           | 1340                     | 179                  | 205        | 1413       | 235        |
| 2003                                                                            | 814 791              | 2 852 331 | 28.6           | 607        | 464           | 143           | 1342                     | 182                  | 198        | 1384       | 234        |
| 2004                                                                            | 812 675              | 2 852 331 | 28.5           | 603        | 454           | 149           | 1347                     | 189                  | 208        | 1325       | 234        |
| 2006                                                                            | 797 898              | 2 852 022 | 28.0           | 541        | 428           | 113           | 1474                     | 200                  | 168        | 1203       | 233        |
| 2013                                                                            | 761 000              | 2 922 000 | 26.0           | 468        | 386           | 82            | 1626                     | 210                  | 144        | 958        | 187        |
| 2016                                                                            | 682 948              | 2 774 113 | 24.6           | 458        | 371           | 87            | 1491                     | 201                  | 138        | 867        | 187        |
| 2019                                                                            | 674 660              | 2 769 738 | 24.4           | 441        | 360           | 81            | 1529                     | 197                  | 115        | 760        | 186        |
| 2021                                                                            | 633 492              | 2 758 656 | 23.0           | 418        | 344           | 74            | 1515                     | 190                  | 100        | 727        | 185        |
| Fuente: Catholic-Hierarchy, que a su vez toma los datos del Anuario Pontificio. |                      |           |                |            |               |               |                          |                      |            |            |            |

### Escuelas secundarias
Lista de todas las escuelas secundarias católicas en la diócesis:
- Archbishop Hoban High School, Akron/Condado de Summit (mixta), (Santa Cruz)
- Beaumont School, Cleveland Heights/Condado de Cuyahoga (de mujeres), (Ursulina)
- Benedictine High School, Cleveland/Condado de Cuyahoga (de hombres), (Benedictino)
- Cleveland Central Catholic High School, Cleveland/Condado de Cuyahoga (mixta)
- Elyria Catholic High School, Elyria/Condado de Lorain (mixta)
- Gilmour Academy, Gates Mills/Condado de Cuyahoga (mixta), (Santa Cruz), (internado)
- Holy Name High School, Parma Heights/Condado de Cuyahoga (mixta)
- Lake Catholic High School, Mentor/Condado de Lake (mixta)
- Magnificat High School, Rocky River/Condado de Cuyahoga (de mujeres), (Hermanas de la Humildad de María)
- Notre Dame-Cathedral Latin High School, Chardon/Condado de Geauga (mixta), (Hermanas de Notre Dame)
- Our Lady of the Elms High School, Akron/Condado de Summit (de mujeres), (Dominicana)
- Padua Franciscan High School, Parma/Condado de Cuyahoga (mixta/condado de Cuyahoga), (Franciscano)
- Regina High School, South Euclid (de mujeres), (Hermanas de Notre Dame)
- St. Edward High School, Lakewood/Condado de Cuyahoga (de hombres), (Santa Cruz)
- St. Ignatius High School, Cleveland/Condado de Cuyahoga (de hombres) (jesuita)
- St. Joseph Academy, Cleveland/Condado de Cuyahoga (de mujeres), (Hermanas de San José)
- St. Martin de Porres High School, Cleveland/Condado de Cuyahoga (mixta)
- St. Peter Chanel High School, Bedford/Condado de Cuyahoga (mixta)(Padres maristas 1957-94)
- St. Vincent-St. Mary High School, Akron/Condado de Summit (mixta)
- Trinity High School, Garfield Heights/Condado de Cuyahoga (mixta), (Hermanas de San José de la Tercera Orden de San Francisco).
- Villa Angela-St. Joseph High School, Cleveland/Condado de Cuyahoga (mixta)
- Walsh Jesuit High School, Cuyahoga Falls/Condado de Summit (mixta), (jesuita)

## Episcopologio
- Louis Amadeus Rappe † (23 de abril de 1847-14 de julio de 1870 renunció)
- Richard Gilmour † (15 de febrero de 1872-13 de abril de 1891 falleció)
- John Frederick Ignatius Horstmann † (14 de diciembre de 1891-13 de mayo de 1908 falleció)
- John Patrick Farrelly † (18 marzo 1909-12 de febrero de 1921 falleció)
- Joseph Schrembs † (16 de junio de 1921-2 de noviembre de 1945 falleció)
- Edward Francis Hoban † (2 de noviembre de 1945 por sucesión-22 de septiembre de 1966 falleció)
- Clarence George Issenmann † (22 de septiembre de 1966 por sucesión-5 de junio de 1974 renunció)
- James Aloysius Hickey † (5 de junio de 1974-17 de junio de 1980 nombrado arzobispo de Washington)
- Anthony Michael Pilla † (29 de julio de 1980-4 de abril de 2006 renunció)
- Richard Gerard Lennon † (4 de abril de 2006-28 de diciembre de 2016 renunció)[7]
- Nelson Jesus Perez (11 de julio de 2017-23 de enero de 2020 nombrado arzobispo de Filadelfia)
- Edward Charles Malesic, desde el 16 de julio de 2020